# 頸部超音波検査
頸部超音波検査は頸部表在臓器である甲状腺や頸部リンパ節、唾液腺や頸部腫瘤性疾患などを観察する超音波検査である。頸動脈など頸部血管を評価する検査は頸部血管超音波検査である。

## 観察の手順
甲状腺全体の観察
甲状腺全体の大きさを評価する。びまん性甲状腺腫の簡易診断基準として最大横径が20mm以上、最大縦径が15mm以上、峡部が4mm以上、長径×短径×厚み/2が成人男性ならば25ml以上、成人女性ならば18mm以上のいずれかを満たした場合にびまん性甲状腺腫とする。
甲状腺の内部エコーの評価
周囲筋肉や顎下腺と比較検討し内部エコーに異常がないかを観察する。びまん性の低エコー化を認めれば自己免疫性甲状腺疾患の存在が強く疑われる。
甲状腺腫瘤性病変の有無
横断、縦断像の二方向で検索し、腫瘤性病変が存在すればその局在、性状、サイズの評価を行う。周辺臓器との関係や良悪性診断、穿刺吸引細胞診の適応を決定する。
頸部リンパ節腫大の有無
腫大あれば部位、性状、サイズの評価を行う。癌のリンパ節転移疑いの場合はstaging診断を念頭におく。
唾液腺（耳下腺、顎下腺）疾患の有無
顎下腺は軽く下顎挙上を、耳下腺は頭部を対側に軽く傾斜してもらうと観察しやすくなる。
ドプラ法による血流評価
パワードプラ法にて甲状腺実質全体や腫瘤の血流評価を行い、必要に応じてパルスドップラー法にてFFT解析（流速、PI、RIの測定など）を行う。甲状腺中毒症の鑑別診断やPEIT治療の効果判定に特に有用である。

## びまん性甲状腺疾患
橋本病
橋本病の超音波像典型例では辺縁は鈍化し、表面に凹凸がみられ厚みが増し、内部エコーがびまん性に低下し、全体に粗いエコー像が特徴的である。低エコーの部分も一様ではなく、不均一なことが多い。内部エコーが著明に低い症例では前頸筋群との境界が不明瞭となる。また、内部エコーが正常に近い症例やまれに局所的な低エコーを呈するもの、腫瘤性病変を形成するもの（偽腫瘍形成）、また片葉の著明な萎縮を呈するものなど多彩な像を呈することも知られている。内部エコーの低下は病状の進行とともに起こる濾胞構造の破壊、リンパ球の浸潤や線維化などの組織学的変化を反映していると考えられている。抗Tg抗体や抗TPO抗体など抗甲状腺抗体の高力価例や機能低下例に多い。また内部エコーの低下した甲状腺機能正常例は将来機能低下に移行しやすいことも知られている。偽腫瘍形成に関しては1cm前後の高エコーを呈する境界不明瞭な充実性腫瘤像の場合が多いが、多彩な像（多発結節形成、嚢胞形成や石灰化など）を呈しうるため、穿刺吸引細胞診が鑑別に重要である。しばしばリンパ節腫大も伴い、軽度の傍気管を含む甲状腺周囲リンパ節腫大は橋本病で比較的よく遭遇する所見である。悪性リンパ腫の合併はしばしば触診ではわかりにくく超音波検査でわかることが多い。
橋本病における甲状腺の血流の程度は甲状腺機能状態、特に甲状腺刺激ホルモン（TSH）と相関する。一般にTSHは血管内皮細胞増殖因子（VEGF）を増加させることが知られている。甲状腺機能低下状態となるとTSHが増加し甲状腺内の血流が増加する。バセドウ病のカラードプラ所見に似るため鑑別が必要となる。
萎縮性甲状腺炎
橋本病の末期像である。甲状腺の萎縮と内部エコーの著明な低下が認められる。この頃になると甲状腺組織が荒廃しているためTSHが高値であっても血流は乏しいことが多い。
バセドウ病
バセドウ病の超音波像ではびまん性腫大を示すが、その程度は様々である。内部エコーは一般に低下することが多いが、逆に増強されている症例や正常に近い症例も存在する。橋本病に比べると内部エコーが保たれている例が多い。通常、内部エコーが低く、不均一なほど活動性も高く、拡張した血管像も時にみられる。低エコーの症例や血流の多い症例ほど抗甲状腺薬投与中止後の再発率が高いとも言われている。また気管周囲に比べ甲状腺実質辺縁部の低エコー化が同疾患に特徴的という報告もある。ドプラ所見は未治療例の多くで実質内部に多くの血流が表示され、拍動が燃えさかる炎のように描出され火焔状（thyroid inferno）と表現される。但し治療の開始に伴い、血流増加は鎮静化する。パルスドプラ法では上甲状腺動脈の血流速度が50cm/sec以上の時はバセドウ病を疑う。ドプラ所見は破壊性甲状腺炎（無痛性甲状腺炎や亜急性甲状腺炎）との鑑別に有用である。
EOG（Euthyroid Ophthalmic Graves病）
EOGでは超音波上は軽度のびまん性甲状腺腫を認めるのみで、内部エコーは正常のことが多い。
無痛性甲状腺炎
超音波像は軽度のびまん性甲状腺腫大と内部エコーの低下や不均一化、すなわち橋本病の典型像に準じる。亜急性甲状腺炎のような局所病変は認められず、バセドウ病のような血流増加も通常は認められない。このような除外診断が無痛性甲状腺炎の超音波検査では重要となる。
亜急性甲状腺炎
超音波像では圧痛、硬結部位に一致して境界不明瞭な（地図状といわれる）低あるいは無エコー領域が認められ甲状腺全体の体積もやや大きくなる。内部エコーは均一であったり、まだら状不均一であったり様々である。病変の移動や経過のタイミングによっては片葉全体が低エコーを呈したり、両葉に複数の低エコー域が存在することもある。圧痛、硬結部位の低エコー領域の改善は臨床症状より遅れることが多い。ドプラ所見では急性期は圧痛、硬結部位の低エコー領域ではほとんど血流が確認できない。回復期に一過性の血流増加を認める。
単純性甲状腺腫
軽度のびまん性甲状腺腫を認める以外、内部エコーは全く正常である。局所病変も少数の微小嚢胞を除いて認められない。ドプラ法でも通常は血流の異常所見は認められない。

## 結節性甲状腺疾患
結節性甲状腺疾患で最も重要な疾患は甲状腺の腫瘍である。甲状腺癌では約1cm以下の乳頭癌（微小乳頭癌）を除き細胞診で悪性の所見が得られれば原則は手術である。健康診断や人間ドックでは約13%の被験者で甲状腺結節が偶発的に発見される。このなかで悪性腫瘍である確率は3%程度である。長経が5mm以下ならば仮に悪性腫瘍であっても臨床的に問題にならないことがおおいため細胞診を行わず経過観察することもある。あくまで目安であるが5mmから10mmの範囲では超音波所見で悪性が疑われた場合は細胞診を良性が疑われた場合は経過観察になることが多い。11mmから20mmでは嚢胞成分のみならば経過観察、充実成分があれば細胞診を行う。21mm以上ならば細胞診を行う。
嚢胞
多くが嚢胞変性を伴った濾胞腺腫や腺腫様結節であり、甲状腺真性嚢胞は稀である。嚢胞は円形あるいは楕円形の辺縁平滑な腫瘤で、通常辺縁低エコー帯（halo）を伴うわない、内部は無エコーで、後方エコーの増強や側方陰影を伴うことが多い。大きさによらず嚢胞内部に多重反射と呼ばれる点状の高エコー（アーチファクト）がみられることも比較的多い。この点状の高エコーを石灰化と考えると乳頭癌様にみえることがあり注意が必要である。疼痛を伴う急激な甲状腺腫の増大は炎症性あるいは悪性疾患以外に嚢胞内出血の可能性を考慮する。
濾胞腺腫
濾胞腺腫は甲状腺良性腫瘍のほとんどを占める。従来、乳頭腺腫と診断されたものは偽乳頭構造を有する濾胞腺腫か特殊型乳頭癌と考えられている。多くの濾胞癌（微小浸潤型）とは細胞診も含めて鑑別できない。超音波像では形状整の球状あるいは楕円形で辺縁は平滑で境界明瞭なことが多い。内部は充実性のことが多いが変性、壊死などの影響で嚢胞性変化や石灰化を伴うことも比較的多い。ドプラ法では腫瘤周囲に豊富な血流を認める。機能性腺腫では内部血流も豊富であることが多い。
腺腫様甲状腺腫
腺腫様甲状腺腫は甲状腺内に結節の多発する疾患である。典型例（嚢胞変性を伴った多発結節、石灰化像など）以外に孤立性病変、片葉のみの病変、、びまん性甲状腺様など多彩な像を呈する。微小癌の合併が多く注意が必要である。
乳頭癌
超音波検査では通常は形状不整で内部エコーは低く、内部に微細あるいは粗大な石灰化を伴うことが多く、なかでも点状の多数の高エコーとして描出される砂粒小体とよばれる微細な石灰化の集簇像は特異的所見として有名である。
濾胞癌
未分化癌
髄様癌
悪性リンパ腫